# Robert Bürkner
Robert Alexander Bürkner (Charlottenburg, 6. prosinca 1870. -  Königsberg, 19. ožujka 1925.) je bio njemački general i vojni zapovjednik. Tijekom Prvog svjetskog rata bio je načelnikom stožera 42. pješačke divizije, XXI. i XVIII. pričuvnog korpusa, te 18. armije na Zapadnom i Istočnom bojištu.

## Vojna karijera
Robert Bürkner je rođen 6. prosinca 1870. u Charlottenburgu. Sin je Robert Heinricha Bürknera i Alexandrine Bürkner rođ. Knerk. U prusku vojsku stupa 1891. godine služeći u Grenadirskoj pukovniji "Prinz Karl von Pruessen" u Frankfurtu na Odri. U čin poručnika promaknut je 1892., dok Prusku vojnu akademiju pohađa od 1903. godine. Po završetku iste, od 1906. služi u stožeru XVIII. korpusa u Frankfurtu na Majni. Te iste godine unaprijeđen je u čin satnika. Potom zapovijeda satnijom u 9. badenskoj pješačkoj pukovniji u Offenburgu, te služi u stožeru 30. pješačke divizije u Strasbourgu. U listopadu 1912. promaknut je u čin bojnika, te raspoređen na službu u stožer 42. pješačke divizije na kojoj dužnosti dočekuje i početak Prvog svjetskog rata.

## Prvi svjetski rat
Na početku Prvog svjetskog rata 42. pješačka divizija u čijem stožeru je Bürkner služio nalazila se na Zapadnom bojištu u sastavu 6. armije kojom je zapovijedao bavarski princ Rupprecht. U sastavu iste sudjeluje u Bitci u Loreni. U borbama kod Nancy-Epinala je ranjen, nakon čega se od zadobivenih rana oporavlja iduća tri mjeseca. Po povratku na dužnost, u prosincu 1914. raspoređen je na službu u Korpus Zastrow koji se nalazio na Istočnom bojištu. U srpnju 1915. ponovno je premješten i to u stožer generalnog guvernementa Antwerpen.
U veljači 1916. ponovno je premješten na Istočno bojište gdje je imenovan načelnikom stožera XXI. korpusa kojim je zapovijedao Oskar von Hutier. Tijekom službe u navedenom korpusu sudjeluje u Bitci na Naročkom jezeru, te je u siječnju 1918. unaprijeđen u čin potpukovnika. U travnju 1918. imenovan je načelnikom stožera XVIII. pričuvnog korpusa kojim je na Zapadnom bojištu zapovijedao Ludwig Sieger. S istim sudjeluje u Bitci na Lysi, nakon koje je 16. svibnja 1918. odlikovan ordenom Pour le Mérite. U kolovozu 1918. postaje načelnikom stožera 18. armije pod zapovjedništvom Oskara von Hutiera. Navedenu dužnost obnaša do kraja rata.

## Poslije rata
U prosincu 1918. Bürkner je imenovan načelnikom stožera 8. armije na Baltiku, a nakon repatrijacije i demobilizacije jedinica XX. korpusa u Allensteinu. Potom je, od travnja 1919., načelnik stožera IV. korpusa u Magdeburgu, koju dužnost obnaša do rujna te iste godine kada je imenovan načelnikom stožera I. korpusa sa sjedištem u Königsbergu. U svibnju 1920. imenovan je načelnikom I. vojnog okruga koji je od listopada 1920. preimenovan u 1. diviziju. Tog istog mjeseca unaprijeđen je u čin pukovnika. Nakon toga zapovijeda 2. pruskom pješačkom pukovnijom u Allensteinu i to do veljače 1924. kada je imenovan zapovjednikom I. pješačkog zapovjedništva. U siječnju 1925. promaknut je u čin general bojnika.
Robert Bürkner je preminuo 19. ožujka 1925. u 55. godini života u Königsbergu nakon nesreće tijekom obuke. Od ožujka 1904. bio je oženjen s Ellom Kröhnke s kojom je imao četiri kćeri. Nakon Bürknerove smrti zbog zasluga koje je imao u obrani Istočne Pruske 145-metarsko brdo smješteno južno od sela Wiersbinnen koje se nalazilo na području za obuku Arys nazvano je njegovim imenom.

## Vanjske poveznice
(njem.) Robert Bürkner na stranici Lexikon-der-Wehrmacht.de